# Eurodryas nana
Eurodryas nana är en fjärilsart som beskrevs av Rehfroas 1910. Eurodryas nana ingår i släktet Eurodryas och familjen praktfjärilar. Inga underarter finns listade i Catalogue of Life.